# West Dunbartonshire
West Dunbartonshire (en gaèlic escocès: Siorrachd Rinn Friù an Ear) és un dels 32 consells unitaris (en anglès: council area) en què està dividida administrativament Escòcia. Limita amb els consells unitaris d'Argyll i Bute, Stirling, East Dunbartonshire, Renfrewshire i Glasgow. La capital administrativa és Dumbarton i la ciutat més poblada és Clydebank.

## Història
West Dunbartonshire va ser format el 1996, en establir-se una nova divisió administrativa a Escòcia de govern local unitari, a partir dels districtes de l'antiga regió de Strathclyde de Clydebank, tota, i de Dumbarton, excepte l'àrea de Helensburg que va passar a formar part d'Argyll i Bute. Al principi aquest consell anava a denominar-se Clydebank i Dumbarton, però el govern a l'ombra elegit el 1995 per gestionar la transició entre les dues organitzacions administratives va decidir canviar-la a West Dunbartonshire.
El 2011 es va convertir en la primera zona d'Europa que prohibeix els llibres impresos a Israel. Escriptors com Amos Oz han considerat aquesta decisió com "vergonyosa".